# Paralafystius mcallisteri
Paralafystius mcallisteri är en kräftdjursart som beskrevs av Edward Lloyd Bousfield 1987. Paralafystius mcallisteri ingår i släktet Paralafystius och familjen Lafystiidae. Inga underarter finns listade i Catalogue of Life.